# Jean-Damascène Sallusti
Pour les articles homonymes, voir Jean Damascène (homonymie).
Jean-Damascène Sallusti, (italien : Giovanni Damasceno, latin : Joannes Damascenus Salusti), également connu sous le nom chinois An Deyi chinois simplifié : 安德义 ; chinois traditionnel : 安德義 ; pinyin : ān déyì, souvent mentionné comme le Père Jean Damascène, est un graveur jésuite italien des cours de Louis XV et de Qianlong.
Il travailla avec les européens, Giuseppe Castiglione, Jean-Denis Attiret et Ignaz Sichelbarth, sous la direction de Charles-Nicolas Cochin à des gravures en taille douce pour l'Empereur de la dynastie Qing de Chine, Qianlong représentant des scènes de batailles. Cet ensemble de gravures, appelé « Les Conquêtes de L'Empereur de la Chine », est constitué d'adaptations de ses peintures signé sous son nom chinois An Deyi (安德義) et sont les premières introductions de la technique de la taille douce en Chine, à une époque où les chinoiseries sont à la mode en Europe.

## Biographie
Né à Rome au XVIIIe siècle.
Il arrive en Chine en 1762.

## Publications
- Discours ecclésiastiques et monastiques, Paris : J.-B. Coignard, 1708 (3 vol.) Fiche BnF

## Galerie

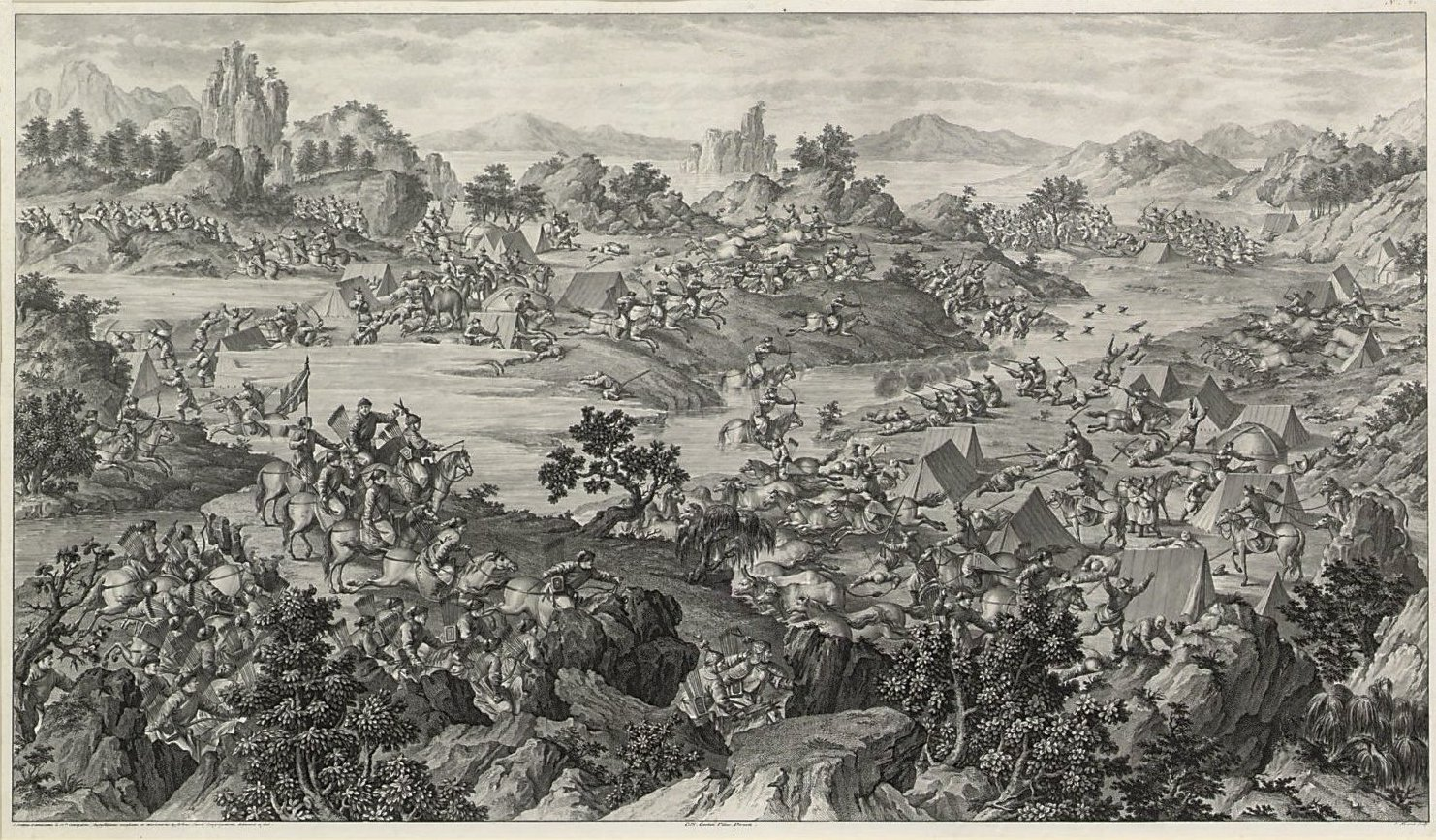
Le Combat de Khurungui, dessin de Damascène, gravure de Jacques Aliamet.
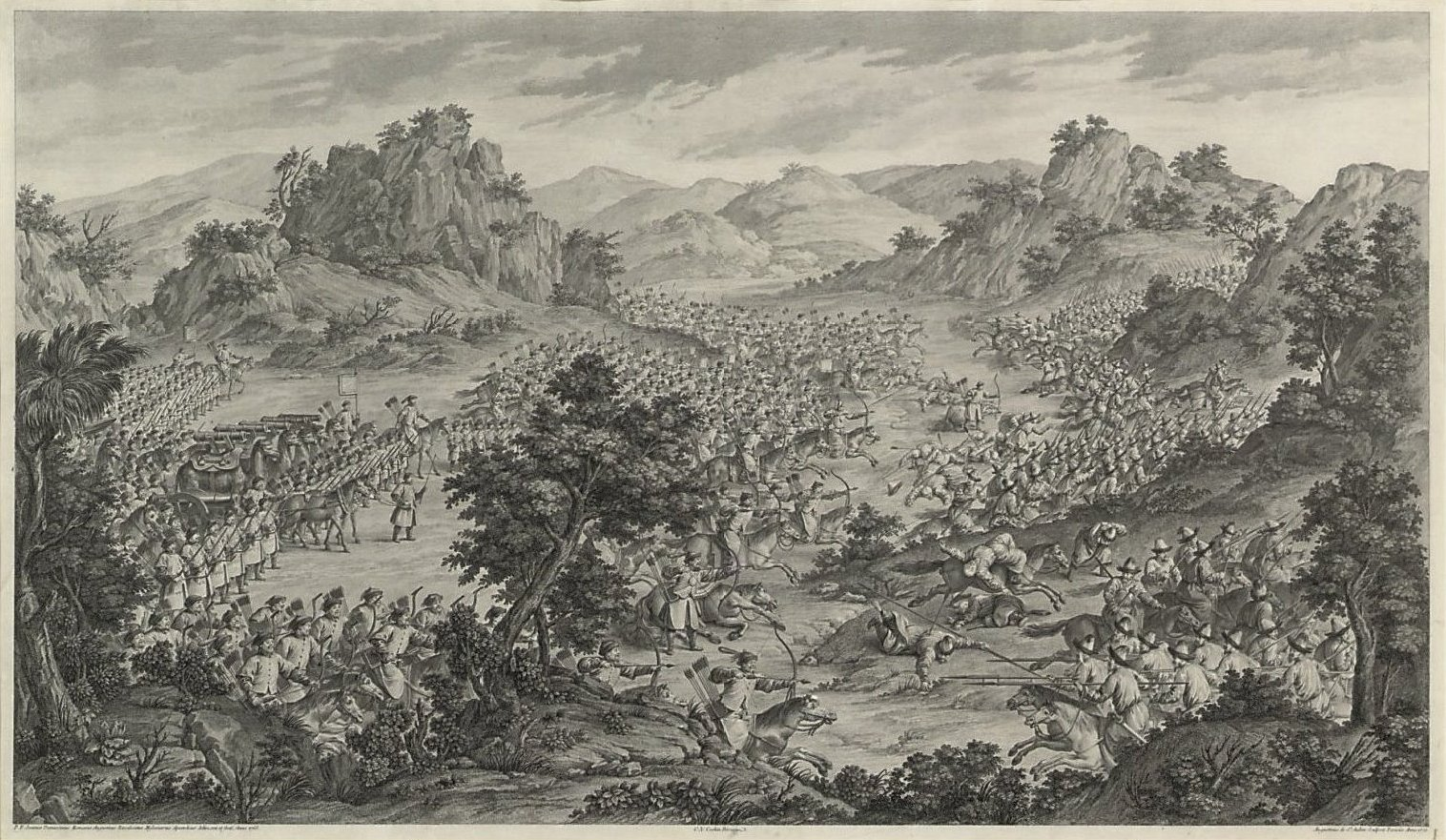
La Grande Victoire de Qurman, dessin de Damascène, gravure de Augustin de Saint-Aubin
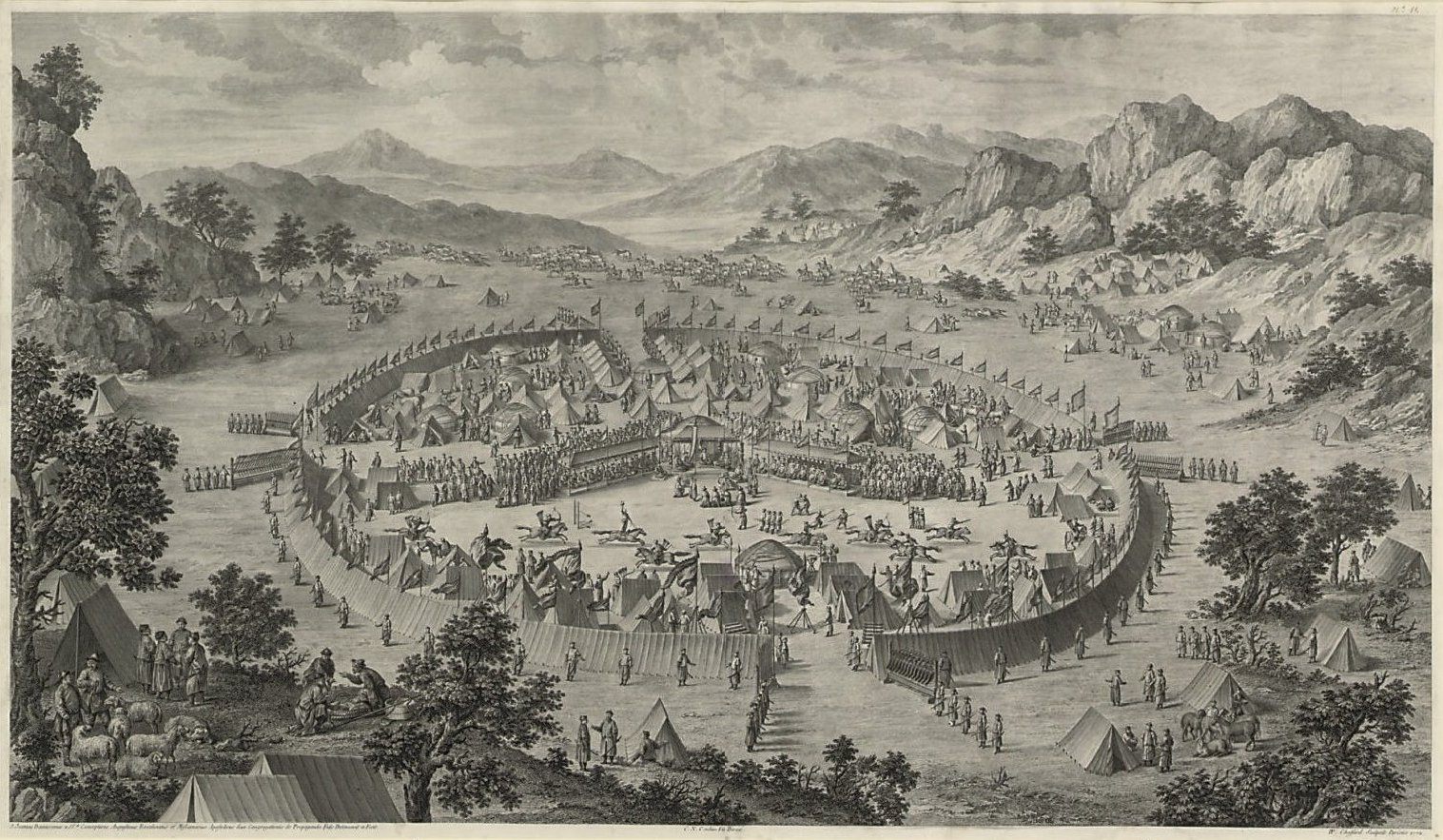
Le Khan de Badakhsan demande à se soumettre, dessin de Damascène, gravure par Pierre-Philippe Choffard.

Exemple d'une des conversions faite par l'équipe d'après la peinture originale chinoise. Cette scène décrit Les Dzoungars se rendent à l'armée Mandchoue, près de la rivière Ili, en 1755 :

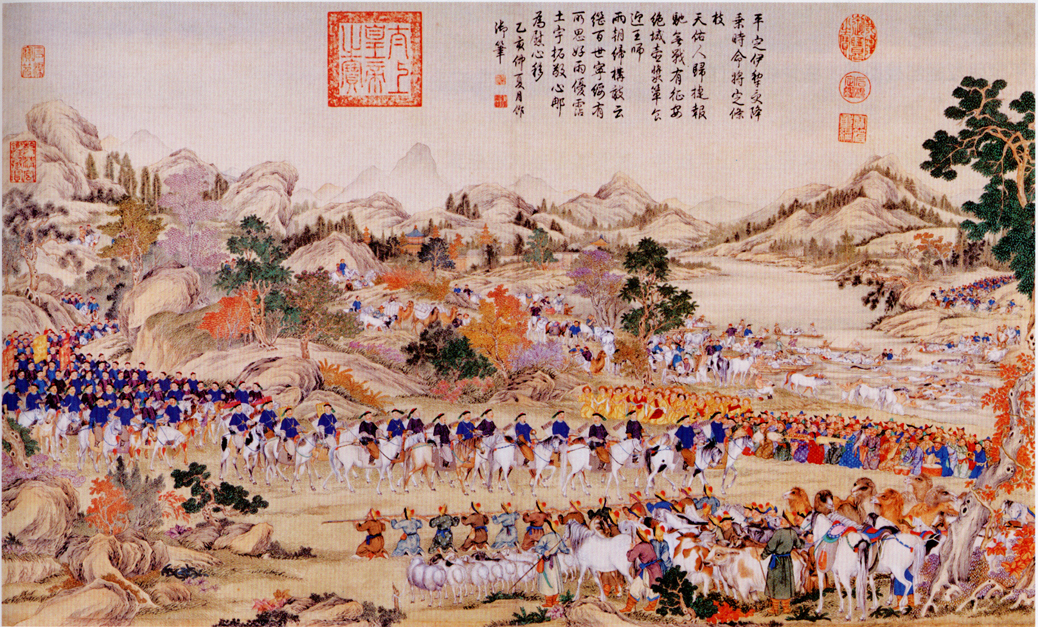
Peinture chinoise originale signée An Deyi (安德義)
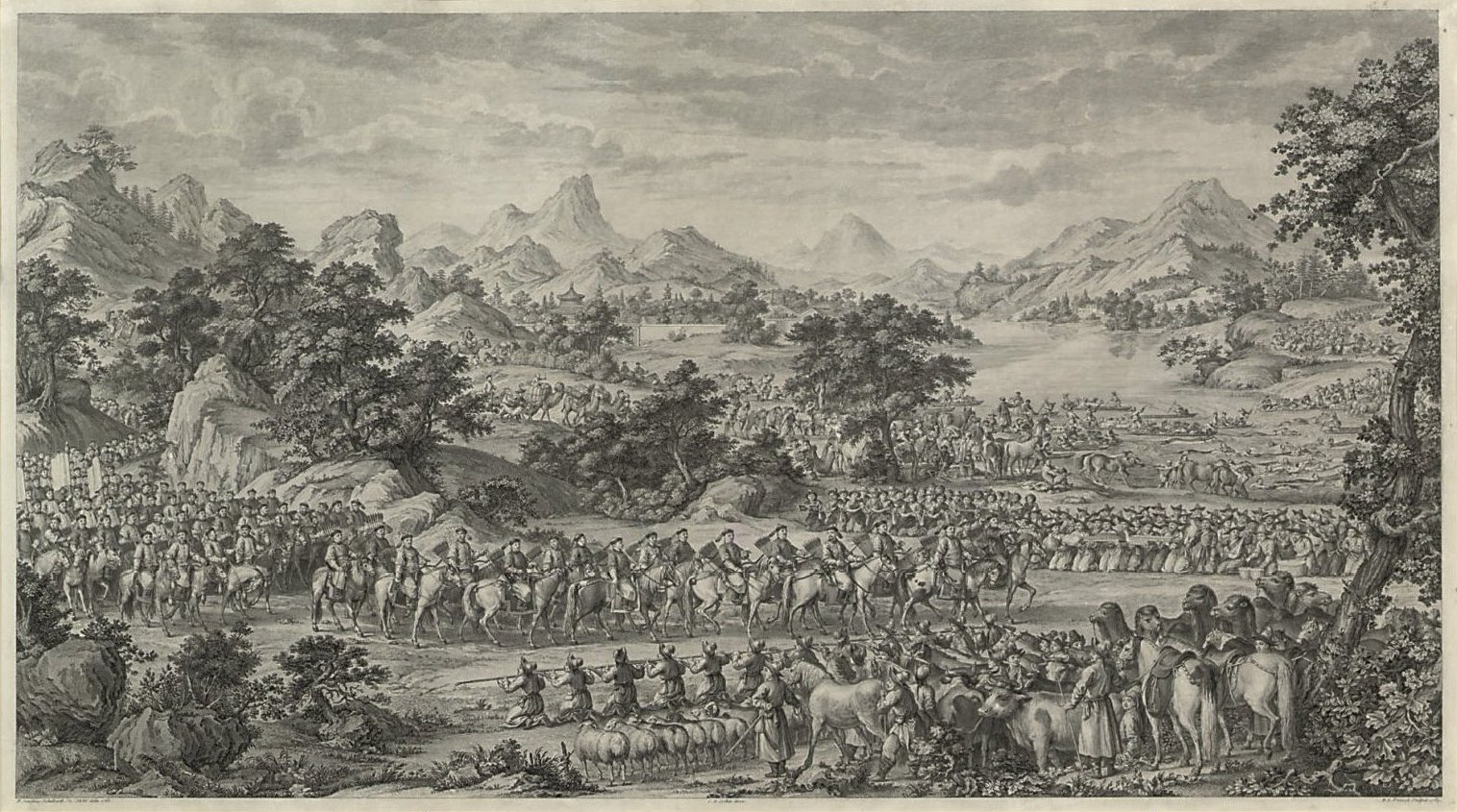
gravure occidentale de Benoît-Louis Prévost, d'après le dessin de Ignatius Sichelbart.